# Faculté de médecine de l'Université de Montréal
 (juillet 2023).
La faculté de médecine de l'Université de Montréal regroupe aujourd'hui la plus forte concentration de programmes en santé au Canada. Elle a été fondée en 1843 sous le nom de School of Medecine and Surgery of Montreal pour ensuite prendre le nom d'École de médecine et de chirurgie de Montréal. Elle contribue dans quatre domaines : sciences cliniques, sciences fondamentales, sciences de la santé et sciences de la santé publique. Une quinzaine d'hôpitaux, instituts et cliniques y sont affiliés.
La faculté offre différents programmes d'études de premier cycle, des cycles supérieurs, le doctorat en médecine, ainsi que plusieurs programmes des études médicales postdoctorales. Elle offre également le seul programme francophone de formation des gestionnaires de la santé en Amérique du Nord.
En partenariat avec le Centre de pédagogie appliquée aux sciences de la santé (CPASS), la Faculté met à la disposition des médecins en pratique, formateurs, étudiants et chercheurs, des colloques, outils en ligne et activités de développement professionnel continu et de pédagogie des sciences de la santé.
La Faculté oriente ses recherches vers le cardiovasculaire et le métabolique, l'immuno-oncologie, les cellules souches, l'immunité-infection, la santé périnatale, le cancer, le vieillissement, la locomotion et la réadaptation ainsi que la santé publique. Elle poursuit également ses travaux dans des domaines en émergence comme la recherche clinique, la génétique, la génomique, la bio-informatique, la pharmacogénomique, l'imagerie, la santé de la vision, la découverte, le développement et l'évaluation de médicaments.  La faculté accueille plus d'une centaine de chaire universitaire (chaires) de recherche.